# Stanley Ridges
Stanley Ridges, född 17 juli 1890 i Southampton, England, död 22 april 1951 i Westbrook, Connecticut, USA, var en brittiskamerikansk skådespelare. Under åren 1917–1935 verkade han som teaterskådespelare på Broadway. Ridges medverkade även i ett femtiotal amerikanska Hollywoodfilmer där han nästan alltid syntes i större biroller som trygga läkare eller officerare. Sin enda huvudroll gjorde han i B-filmen Falce Faces 1943.

## Filmografi (i urval)
- 1934 – Mannen utan samvete
- 1938 – Om jag vore kung
- 1939 – Union Pacific
- 1939 – Blodigt upplopp
- 1941 – De dog med stövlarna på
- 1941 – Sergeant York
- 1941 – Varg-Larsen
- 1942 – Att vara eller icke vara
- 1942 – Jag var en gangster
- 1942 – Som jag behagar
- 1942 – Ögon i natten
- 1944 – Misstänkt
- 1944 – Wilson
- 1946 – För hans skull
- 1947 – Besatt
- 1948 – Jag är anklagad
- 1949 – X - filmen om en farlig kvinna
- 1950 – Ingen väg ut
- 1950 – Full likvid